# Soepsa
Soepsa (Georgisch: სუფსა) is een dorp in het zuidwesten van Georgië met minder dan 300 inwoners (2014), gelegen in de regio Goeria op zes kilometer van de Zwarte Zee. Soepsa is vooral bekend van de 833 kilometer lange Bakoe-Soepsa pijpleiding. De Soepsa, de grootste rivier van Goeria, mondt ten westen van het dorp in de Zwarte Zee uit.

## Geschiedenis
Soepsa ontstond als dorp nadat in 1883 de spoorlijn Batoemi - Samtredia werd geopend, onderdeel van de lijn naar Tbilisi en Bakoe, en hier een station verscheen. Soepsa is bekend van de 833 kilometer lange Bakoe-Soepsa oliepijpleiding. De oliepijpleiding werd in 1999 geopend en is de opvolger van de Bakoe-Batoemi oliepijpleiding die in 1907 opende en in 1942 deels werd ontmanteld. Voor de huidige oliepijpleiding zijn vlak aan zee opslagtanks gebouwd, de Soepsa Terminal, en is er circa zes kilometer op zee een ankerpunt voor olietankers om olie in te nemen.

## Demografie
Volgens de volkstelling van 2014 had Soepsa 273 inwoners. Het dorp was volgens deze volkstelling praktisch mono-etnisch Georgisch (98,2%).
| Aantal                                           | 365 | 273 |
| Verantwoording data: Volkstellingen 2002 en 2014 |     |     |

## Bestuurlijke indeling
Soepsa is het centrum van de gelijknamige dorpsgemeenschap (თემი, temi) in de gemeente Lantsjchoeti, dat nog zes nabijgelegen dorpen omvat: Achalsopeli, Chidmaghala, Grigoleti, Maltakva, Tabanati en Tsjkoeni.

## Vervoer
Soepsa ligt aan de Georgische internationale hoofdweg S12 (E692), een belangrijke schakel in de hoofdverbinding tussen Tbilisi en Batoemi. Enkele kilometers ten westen van Soepsa sluit deze weg bij Grigoleti aan op S2 (E70). Soepsa heeft een station in de Samtredia - Batoemi lijn.